# Korsør
Korsør est une ville portuaire danoise de la municipalité de Slagelse, située dans le Grand Belt sur l'île de Seeland, au sud du pont du Grand Belt. Peuplé d'environ 14 850 habitants, elle est la ville natale de Jens Immanuel Baggesen. Elle est le siège d'une des trois bases de la marine royale danoise.

## Personnalités liées
- L'écrivain français Louis-Ferdinand Céline, en exil au Danemark, y trouva refuge entre 1948 et 1951[1],[2].
- Morten Storm (né en 1976 à Korsør), ancien agent de renseignement.